# باروتک

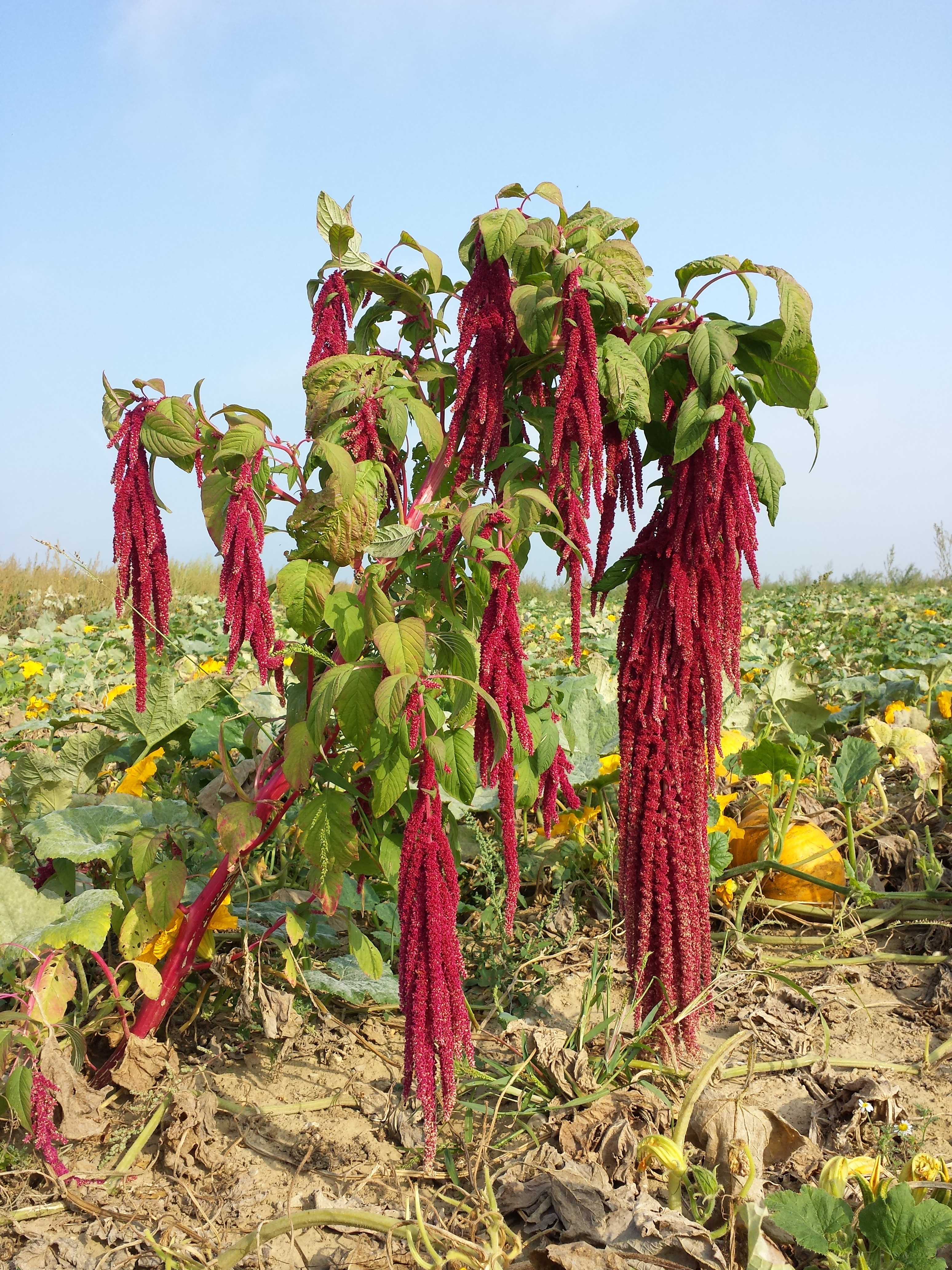
باروتک

تاج خروس دم گربه‌ای، باروتک، بستان‌افروز (نام علمی:  Amaranthus caudatus) گونه‌ای از گیاهان گلدار سالانه است، از تیره تاج‌خروسیان با گل‌آذین بلند کشیده و گاهی آویزان.